# ジム・ブリン
ジェームス・F・ブリン (James F. Blinn, 1949年 - )、通称ジム・ブリン (Jim Blinn) は、アメリカのコンピュータ科学者で、コンピュータグラフィックスの先駆者。サブピクセルレンダリング、環境マッピング、バンプマッピングなど、莫大な数の先駆的な発明をしており、コンピュータグラフィックス界ではその風貌もあいまってスーパースターあるいは神のような扱いとなっている。

## 経歴
ユタ大学でアイバン・サザランドのもとで学び博士号を取得後、ニューヨーク工科大学を経て、NASA所轄のジェット推進研究所 (Jet Propulsion Laboratory, JPL)、カリフォルニア工科大学、マイクロソフトリサーチに勤務。
1983年には、SIGGRAPHにおいてコンピュータグラフィックスに関する様々な貢献が称えられSIGGRAPH Computer Graphics Achievement Awardの初代受賞者となった。
IEEEの学会誌のひとつComputer Graphics and Applicationsにある「Jim Blinn's Corner」というコラムを執筆している。コラムだが技術的に奥の深い内容や温故知新的なものも多く（SIGGRAPHの選考で落とされない秘訣、あるいは良い発表の方法、といった周辺的な話題も豊富である）、コンピュータグラフィックス界に多大な影響を及ぼしたとして、1989年にはIEEE Outstanding Contribution Awardを受賞するに至った。このコラムはまとめた書籍が3巻まで出ており、日本でも、西田友是（東京大学）らによる日本語訳版は2巻まで出版されている（オーム社から発売）。
さらに、1999年にはバンプマッピングの考案が称えられSteven Anson Coons Award（クーンズ賞）を受賞している。なお、上述の西田友是も同賞を受賞している。

## 邦訳書籍
- 『Jim Blinn's Corner 日本語版 (1) A Trip Down the Graphics Pipeline』 ISBN 4-274-06536-7
- 『Jim Blinn's Corner 日本語版 (2) Dirty Pixels』 ISBN 4-274-06565-0